# Francis Mer

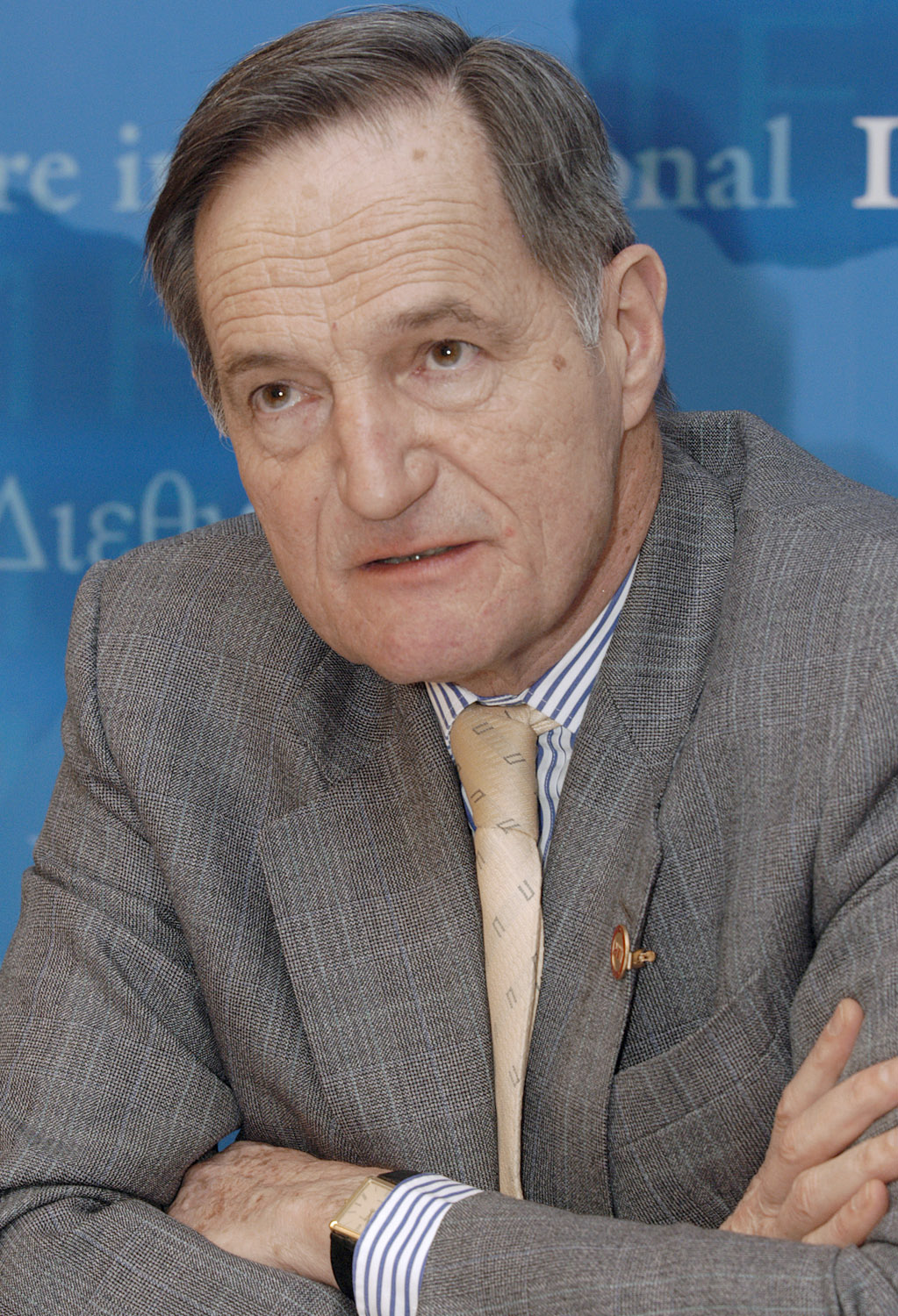
Francis Mer, 2003

Francis Mer (* 25. Mai 1939 in Pau; † 1. November 2023) war ein französischer Industriemanager und Politiker. Er war von 1986 bis 2001 Präsident des Stahlproduzenten Usinor und von 2002 bis 2004 Wirtschafts- und Finanzminister Frankreichs.

## Berufliche Laufbahn
Francis Mer, Sohn eines staatlichen Wasser- und Forstingenieurs studierte ab 1959 an den Elitehochschulen École polytechnique und École nationale supérieure des mines de Paris. Neben seinem Abschluss als Bergbauingenieur machte er eine Licence in Wirtschaftswissenschaft. Nach Studium und Militärdienst trat er 1966 als höherer technischer Beamter des Corps des mines in den Staatsdienst. 
Von seinem Beamtenverhältnis ließ er sich ab 1970 beurlauben, um bei der Unternehmensgruppe Saint-Gobain zu arbeiten. Dort besetzte er nacheinander die Positionen des Planungsverantwortlichen (1971), des Planungsleiters (1973), des Generaldirektors der Tochtergesellschaft Saint-Gobain Industries (1974–1978) und schließlich des Stellvertretenden Generaldirektors der Unternehmensgruppe (1978), verantwortlich für industrielle Politik. Während der Präsidentschaft des Sozialisten François Mitterrand wurde Saint-Gobain 1982 verstaatlicht. Im Juli desselben Jahres wurde Mer Präsident und Generaldirektor des eisenverarbeitenden Saint-Gobain-Tochterunternehmens in Pont-à-Mousson (Lothringen) und Leiter des Geschäftsbereichs Rohrleitungen und Mechanik der Saint-Gobain-Gruppe.
Als der französische Staat im September 1986 als Hauptaktionär die Fusion der beiden Stahlproduzenten Usinor und Sacilor beschloss, wurde Mer zum Präsidenten des neuen stahlerzeugenden Unternehmens berufen. Nach dessen Privatisierung 1995 wurde Mer auch vom Verwaltungsrat als Präsident bestätigt. Usinor fusionierte 2001 mit der luxemburgischen ARBED und der spanischen Aceralia zur Arcelor-Gruppe.
Daneben stand Mer ab 1988 der französischen Vereinigung der stahlerzeugenden Industrie (Fédération française de l'acier) vor. Auch in der Vereinigung der Stahlproduzenten Europas Eurofer übernahm er von 1990 bis 1997 den Vorsitz. Im Vorstand der Nationalen Vereinigung für Forschung und Technik (Association Nationale de la Recherche Technique) arbeitete er ab 1991 mit. Von 1997 bis 1998 besetzte er den Vorstandsposten des Internationalen Eisen- und Stahlinstitutes (International Iron and Steel Institute).
Nach der Wiederwahl Jacques Chiracs als Staatspräsident war der parteilose, aber dem Mitte-rechts-Lager nahestehende Francis Mer von Mai 2002 bis März 2004 Minister für Wirtschaft, Finanzen und Industrie in den Kabinetten Raffarin I und II.

## Politik
- 2002: Mitglied des ersten und zweiten Kabinetts Jean-Pierre Raffarin als Minister für Wirtschaft, Finanzen und Industrie
- 2004: Vorsitzender der Stiftung für Politische Erneuerung
- 2004: Vorsitzender des Ausschusses zur Bewertung ministerieller Reformarbeit
- 2005: Veröffentlichung von Betrachtungen zum Funktionieren des Staates und den Schwierigkeiten einer geeigneten Form der Lösungsfindung unter dem Titel (Vous les Politiques - Ihr, die Politiker)